# NGC 3917
NGC 3917 (również PGC 37036 lub UGC 6815) – galaktyka spiralna (Sc), znajdująca się w gwiazdozbiorze Wielkiej Niedźwiedzicy. Odkrył ją William Herschel 17 marca 1790 roku.